# Технеций-99m
Технеций-99m — изомер изотопа технеций-99. Нашел широкое применение в медицине.

## История
Впервые получен в 1938 году. В 50-х годах возникли идеи использовать 99mTc как меченые атомы для медицинских нужд. Начались первые проработки технологии получения фармацевтически чистого 99mTc. В 1958 году создан первый прототип современных генераторов технеция. В 1963 году опубликована первая статья о визуализации биохимических процессов человека через селективное поглощение фармацевтического препарата с 99mTc. Применение технеция начало бурно расширяться и коммерциализироваться.
На 2010 год производство сконцентрировано в Евросоюзе (45 %), Канаде (40 %), ЮАР (10 %). Основные потребители — США (43 %), ЕС (26 %), Япония (17 %). В 1989 году США по техническим причинам остановили работу единственного реактора для получения технеция. Попытки возобновить собственное производство технеция столкнулись с техническими трудностями и до сих пор США импортируют весь требуемый объём. В конце 2000-х годов единственный реактор-наработчик Канады и один из реакторов в ЕС также столкнулись с техническими трудностями и могут быть вскоре закрыты. Новые крупные производства планируются в Австралии и России.
В СССР изотоп начали нарабатывать в 1985 году. В рамках проекта комиссии при президенте РФ по модернизации и технологическому развитию экономики на период до 2020 года в России в 2010 году построено современное производство. В 2017 году доля РФ на рынке достигла 10 %. В ближайшие годы планируется продолжить увеличение объемов производства, для чего строится новый ядерно-химический комплекс «Аргус-М» в Сарове.

## Свойства
Изомером называют относительно устойчивое возбужденное состояние ядра атома. После β−-распада родительского изотопа молибден-99 ядро технеция-99 сбрасывает избыток энергии не сразу, а спустя некоторое время с периодом полураспада 6 часов. Чаще всего сброс излишка энергии происходит через излучение гамма-кванта с энергией около 140 кэВ. В 12 % случаев переход 99mTc в основное состояние осуществляется по схеме внутренней конверсии, то есть с выбросом электрона из электронной оболочки и ионизацией атома технеция-99. Вылетевший электрон также имеет энергию около 140 кэВ. Итоговый технеций-99 также нестабильный изотоп, но его период полураспада уже 211 тысяч лет..

### Получение
Основной промышленный путь получения технеция-99m — бета-распад молибдена-99. 99Мо присутствует среди продуктов деления урана-235. Химическое извлечение молибдена из продуктов деления урана-235 — сегодня самый популярный способ получения 99Мо. Для этого высокообогащённый уран-235 облучают нейтронами в ядерном реакторе и потом перерабатывают в радиохимических лабораториях. Предпринимаются усилия для замещения высокообогащённого урана низкообогащённым.
Также возможно получение технеция-99m бомбардировкой протонами молибдена-100 по реакции 100Mo(p, 2n)99mTc. Полученный таким способом изомер также пригоден для медицинского применения

## Применение
Изомер 99mTc используется в качестве радиохимического препарата для медицинской диагностики, например, диагностике опухолей головного мозга, а также при исследовании центральной и периферической гемодинамики. Метод диагностики — наблюдение распространения и накопления в организме препаратов с этим изотопом с помощью гамма-камер.
Известно множество фармацевтических препаратов с этим изотопом для исследования разнообразных органов. Препараты подобраны так, чтобы их распространение по организму и включение в метаболизм человека позволяли сделать выводы о состоянии пациента.
В мире производятся десятки миллионов исследований в год.

### Генераторы технеция-99m
Изомер 99mTc имеет период полураспада всего 6 часов, успеть синтезировать и доставить в больницу к пациенту препарат с изомером крайне сложно. Чтобы облегчить применение разработали способ получения препарата с изотопом 99mTc прямо в больнице. Делается это с помощью генератора изомера технеция, который представляет собой чемоданчик с оболочкой, защищающей персонал от ионизирующего излучения. В чемоданчике находится капсула с изотопом 99Mo. 99Mo имеет период полураспада 66 часов, что позволяет оперативно доставить генератор в больницу. В генераторе 99Mo непрерывно распадается, образуя 99mTc. Когда необходим препарат, специалист прокачивает через капсулу специальный реагент, который растворяет наработанный 99mTc, но не реагирует с ещё оставшимся молибденом. Полученный раствор проверяют на активность, и необходимую дозу вводят пациенту.